# Wargaming
Wargaming Group Limited, известна още като Wargaming.net, е компания на беларуси, регистрирана в Никозия, Кипър, с офиси в Минск и други градове.
Разработва онлайн ММО видеоигри, най-известни от които са World of Tanks, World of Warplanes и World of Warships.

## Игри
World of Tanks е първата онлайн ММО игра на Wargaming.net, издадена на 12 август 2010 г. След това компанията създава игрите World of Warplanes (2013), World of Warships (2015), Master of Orion (2016), Hybrid Wars (2016) и Pagan Online (2019). Също така биват пуснати игри за Android и iOS платформи като World of Tanks Blitz (2014), Gods and Glory (2016) и World of Warships Blitz (2018).